# Lethrus spinimanus
Lethrus spinimanus är en skalbaggsart som beskrevs av Jakovlev 1892. Lethrus spinimanus ingår i släktet Lethrus och familjen tordyvlar. Inga underarter finns listade i Catalogue of Life.